# Helena Bleicher
Helena Marlen Bleicher (Ravensburg, 25 de dezembro de 1998) é uma modelo e rainha da beleza alemã, vencedora do concurso Miss Universo Alemanha 2023 e representará a Alemanha no concurso Miss Universo 2023 em El Salvador.

## Biografia
Bleicher nasceu em Ravensburg. Ela foi para a Universidade de Colônia, em Colônia, onde obteve seu bacharelado em inglês e artes. Ela estudou na University College London em Londres, Inglaterra e foi estagiária no Leonardo Da Vinci Gymnasium em Colônia.
Em 2021, Bleicher estudou na University of South Alabama em Mobile, Alabama, Estados Unidos.

## Concurso de beleza
Bleicher começou seu concurso de beleza em 2020, quando foi coroada Miss Alemanha Galaxy 2020 e Miss From Baden-Wurttemberg 2020. 
Em 26 de setembro de 2022, Bleicher representou a Alemanha no Miss Aura Internacional 2022 e competiu contra 32 outras candidatas em Antalya, Turquia, onde ela terminou entre os 10 semifinalistas.
Em 15 de julho de 2023, Bleicher competiu contra 22 outras candidatas ao Miss Universo Alemanha 2023 no Holiday Inn Düsseldorf – Neuss em Neuss, onde ganhou o título e foi sucedida por Soraya Kohlmann. Em 18 de novembro de 2023, Bleicher representará a Alemanha no Miss Universo 2023 em San Salvador, El Salvador.